# 村上忠勝
村上 忠勝（むらかみ ただかつ）は、江戸時代前期の大名。越後国村上藩2代藩主。村上城主。養父と同じく義明(よしあきら)とも名乗り、受領名も同じく周防守を称した。

## 経歴
村上頼勝の妹婿戸田氏繁（勝隆）の子だが、頼勝の養子となったとも、（勝隆の弟・勝成の子）戸田内記の子で、頼勝の娘が母ともいう。
何れにしても、母方の親戚である頼勝の養嗣子（または猶子）となった。
慶長17年（1612年）1月、将軍徳川秀忠あての東北諸大名の誓書に村上周防守忠勝とある。高田城主松平忠輝の与力として村上城主を継ぎ、元和元年（1615年）、大坂夏の陣では忠輝に従って出陣した。
元和2年（1616年）、家督を継ぎ殖産振興や領内の金山の産出量増産を行った。
忠輝の失脚後、元和4年（1618年）、家臣の魚住角兵衛が暗殺されると、その黒幕が家老・高野権兵衛（河野氏勝）ではとの風評が立ち、論争となる。幕府に報告して3月6日に裁決されたが騒動が収まらず、4月9日に家中の論争が多いとの理由で改易された。大坂の陣に前後して、幕府寄りだった高野派と豊臣氏に味方すべきと主張する家老・冨田次郎左衛門派の抗争があったとする見解もある。豊臣系の大名であることや、領内に金山をもっていること、松平忠輝の与力大名であり正室に花井吉成の娘を迎えており忠輝に近いことなども改易理由として考えられる（忠輝は忠勝改易の2年前に流罪・改易となっている）。
捨扶持300石を与えられて丹波国篠山に流罪とされ、同藩主松平康重に預けられた。林八郎右衛門ら家臣二十数名が同地に従った。元和9年（1623年）に死去した。25歳という。
忠勝は篠山城近くの黒岡村の廟所に埋葬され、忠勝の木像と家臣が作った位牌は法昌寺に安置された。法昌寺はそれ以前からあったものの開基を忠勝としており、忠勝の流罪先が篠山となった理由は越後にゆかりのある住職と縁があったとされているという。忠勝は村人に読み書きなどを教えていたことから、今では「学問の神」として信仰されている。